# Bodianus rufus
Pourceau espagnol, Labre espagnol
Espèce
Statut de conservation UICN

 LC  : Préoccupation mineure
Bodianus rufus, communément nommé Labre espagnol ou Pourceau espagnol, est une espèce de poissons marins de la famille des Labridae.
Il est présent dans les eaux tropicales de la zone occidentale de l'océan Atlantique soit des côtes de la Floride à celles du Brésil, incluant le golfe du Mexique et la mer des Caraïbes. Sa taille maximale est de 40 cm mais la taille moyenne est de 28 cm.